# Abel Aguilar
Abel Enrique Aguilar Tapias (Bogotá, 6 de janeiro de 1985) é um ex-futebolista colombiano que atuava como meio-campo. Seu último clube foi o Unión Magdalena.

## Carreira

### Clubes
Abel Aguilar assinou um contrato de cinco anos com o Udinese. A equipe italiana primeiramente o cedeu ao Ascoli, e então ao Xerez CD e disputou a temporada 2008/09 pelo Hércules CF. Em 24 de julho de 2009, Aguilar voltou ao Udinese novamente, desta vez por um ano com uma opção adicional para o Real Zaragoza  No entanto, em julho de 2010 o Real Zaragoza decidiu não exercer a opção e as alternativas de colocar o time de volta a partir de Alicante na corrida pelos seus serviços, sucedendo a comprar 50% dos seus direitos desportivos para o Udinese por um montante de 1,5 milhões, e assinar um contrato por 4 temporadas, até 2014.
Ele estreou no Primera Divisão Espanhola pelo Real Zaragoza, em um jogo disputado em 29 de agosto de 2009 no estádio La Romareda contra CD Tenerife, correspondente ao primeiro dia do campeonato, que terminou com o resultado final favorável à Real Zaragoza por 1-0. No clube marcou 4 gols em 27 jogos.
Em suas realizações pessoais, Abel Aguilar ganhou o prémio de melhor médio da Segunda Divisão na Espanha na temporada 2008-2009, para a boa temporada que ele tinha no Hércules CF. A 2 de Fevereiro de 2016, foi oficialmente anunciado pelo Clube de Futebol Os Belenenses, como reforço para o resto da época desportiva. A contratação foi considerada a mais surpreendente desse mercado de transferências e foram revelados alguns pormenores, como o facto de a contratação ter sido feita por WhatsApp. 